# Teișani
Teişani é uma comuna romena localizada no distrito de Prahova, na região de Muntênia. A comuna possui uma área de 29.28 km² e sua população era de 3938 habitantes segundo o censo de 2007.